# Vivienne Binns
Pour les articles homonymes, voir Binns.
Vivienne Binns, née le 6 décembre 1940 à Wyong en Nouvelle-Galles du Sud, est une peintre, photographe et professeure australienne.

## Biographie
Vivienne Binns naît le 6 décembre 1940 à Wyong. Elle est diplômée des Beaux-Arts de Sydney en 1962. Vers 1959 elle ouvre un atelier d'émaillerie.
Elle tient sa première exposition personnelle à la Watters Gallery de Sydney en 1967. Elle comprend des peintures aux couleurs vives et décoratives, avec des représentations explicites des organes génitaux féminins.
Vers 1969, séjourne chez les aborigènes. 